# سیاره آبی دو
سیاره آبی دو (به انگلیسی: Blue Planet II) یک مجموعه مستند طبیعت بریتانیایی است که مانند سیاره آبی (۲۰۰۱) بر روی زندگی دریایی تمرکز دارد. این مجموعه توسط دیوید اتنبرو اجرا شده و موسیقی اصلی آن نیز توسط هانس زیمر طراحی شده‌است.

این مجموعه در تاریخ ۲۹ اکتبر ۲۰۱۷ عرضه شد و در بی‌بی‌سی وان، بی‌بی‌سی وان اچ‌دی و بی‌بی‌سی ارث پخش شد. در ایالات متحده، این سری در شنبه، ۲۰ ژانویه ۲۰۱۸، در ساعت ۹ بعد از ظهر در بی بی سی آمریکا پخش شد.

مجموعه مستند «سیاره آبی دو» اولین مجموعه‌ای است که در یک روز مشخص از شبکه‌های مختلف تلویزیون کشور بریتانیا، کشورهای اسکاندیناوی، کشورهای اروپایی و کشورهای آسیایی به نمایش درآمده است.

## زمینه
این مجموعه توسط بی بی سی در سال ۲۰۱۳ با عنوان اقیانوس‌ها معرفی شد، اما بعد از آن به عنوان "سیاره آبی دو" در ۱۹ فوریه ۲۰۱۷ تغییر نام یافت. فیلمبرداری مجموعه در دوره‌ای بیش از چهار سال انجام شد؛ شامل ۱۲۵ منطقه در ۳۹ کشور و با تولید بیش از ۶۰۰۰ ساعت فیلم غواصی زیر آب از بیش از ۴۰۰۰ غواص تخمین زده شده‌است.

جعبه‌ای از دی‌وی‌دی‌های سیاره آبی دو با یک نامه خصوصی از دیوید اتنبرو، توسط ترزا می به رهبر چین شی جین پینگ در جریان دیدار خود به چین در تاریخ ۱ فوریه ۲۰۱۸ که شامل اظهار تصمیمی برای پایان دادن به آلودگی پلاستیک چین ارائه می‌دهد، داده شد.

## قسمت‌ها
| شم. | عنوان                   | سازنده                   | تاریخ انتشار اصلی | UK تعداد بیننده (میلیون) |
| --- | ----------------------- | ------------------------ | ----------------- | ------------------------ |
| -   | «پیش‌درآمد»              | نامشخص                   | ۲۷ سپتامبر ۲۰۱۷   | نامشخص                   |
| 1   | «یک اقیانوس»            | جاناتان اسمیت            | ۲۹ اکتبر ۲۰۱۷     | ۱۴٫۰۱                    |
| 2   | «ژرف»                   | ارلا دوهرتی              | ۵ نوامبر ۲۰۱۷     | ۱۳٫۹۷                    |
| 3   | «صخره‌های مرجانی»        | جاناتان اسمیت            | ۱۲ نوامبر ۲۰۱۷    | ۱۳٫۴۵                    |
| 4   | «آبی بزرگ»              | جان رادون                | ۱۹ نوامبر ۲۰۱۷    | ۱۳٫۱۱                    |
| 5   | «دریای سبز»             | کاترین جفز               | ۲۶ نوامبر ۲۰۱۷    | ۱۲٫۶۲                    |
| 6   | «سواحل»                 | مایلز بارتن              | ۳ دسامبر ۲۰۱۷     | ۱۱٫۴۵                    |
| 7   | «سیاره آبی ما»          | ارلا دوهرتی، ویل ریدجیون | ۱۰ دسامبر ۲۰۱۷    | ۱۱٫۹۱                    |
| -   | «اقیانوس‌های شگفت انگیز» | N/A                      | ۱ ژانویه ۲۰۱۸     | نامشخص                   |

## جوایز
- برنده ۲۳مین جشنواره تلویزیونی ملی
- برنده و نامزد جایزه تلویزیون آکادمی بریتانیا ۲۰۱۸
- برنده جایزه مهارت آکادمی بریتانیا